# Bogislav Friedrich Emanuel von Tauentzien
Bogislav Friedrich Emanuel Graf Tauentzien von Wittenberg (15 de septiembre de 1760 - 20 de febrero de 1824) fue un general prusiano de las guerras napoleónicas.
Tauentzien nació en Potsdam en el Margraviato de Brandeburgo como el hijo de Friedrich Bogislav von Tauentzien. Contrajo matrimonio con Elisabeth von Amstedt, con la que tuvo un hijo y una hija. La rama de la familia von Tauentzien con el título de conde finalizó con la muerte en 1854 del hijo de Tauentzien, Heinrich Bogislav.
Tauentzien entró en el Ejército prusiano en 1775 y se le concedió el título de Graf (conde) el 5 de agosto de 1791. Se convirtió en ayudante de campo real en 1793; se le confiaron muchas misiones diplomáticas hasta 1813. Tauentzien participó en la campaña de 1793 y fue promovido sucesivamente a Coronel en 1795 y Mayor General en 1801. Comandó un cuerpo de observación de Federico Luis de Hohenlohe-Ingelfingen hasta Saalburg en 1806. Poco antes de la Batalla de Saalfeld, un cuerpo francés a las órdenes del Mariscal Bernadotte derrotó el destacamento de 9000 hombres de Tauentzien en Schleiz. Tauentzien fue capaz de retirarse a Mittel-Pöllnitz de tal modo que sus tropas pudieron conectar con el principal Ejército prusiano.

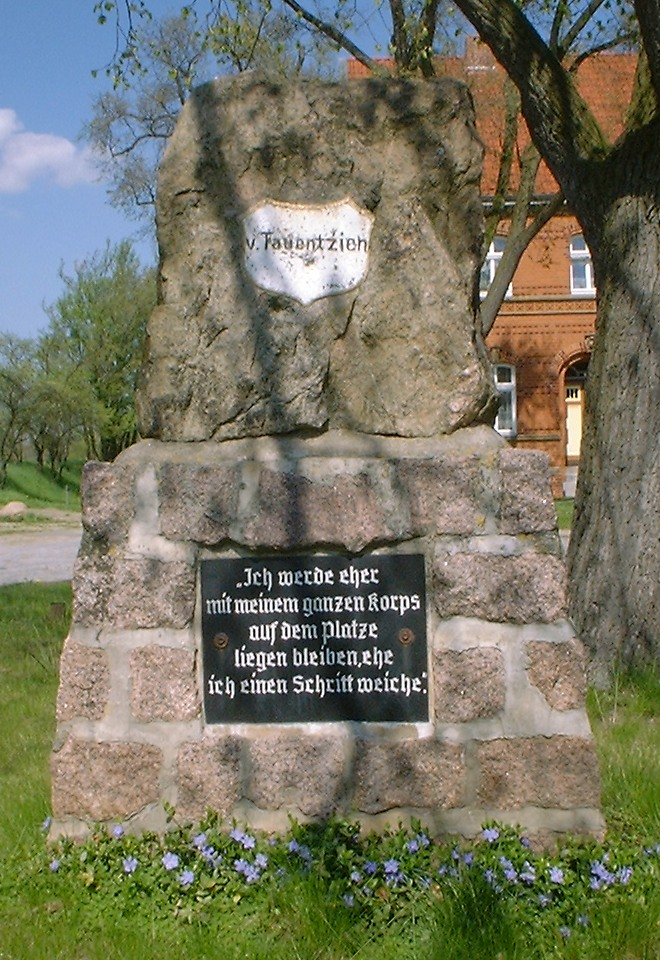
Memorial de Tauentzien en Dennewitz.

En Jena, Tauentzien lideró la vanguardia del Cuerpo Hohenlohe. Decenas de generales prusianos fueron licenciados después de la derrota de Prusia en 1806-07, aunque Tauentzien no lo fue. Como teniente general, comandó la Brigada Brandeburgo después del Tratado de Tilsit y participó en la reorganización del derrotado Ejército prusiano.

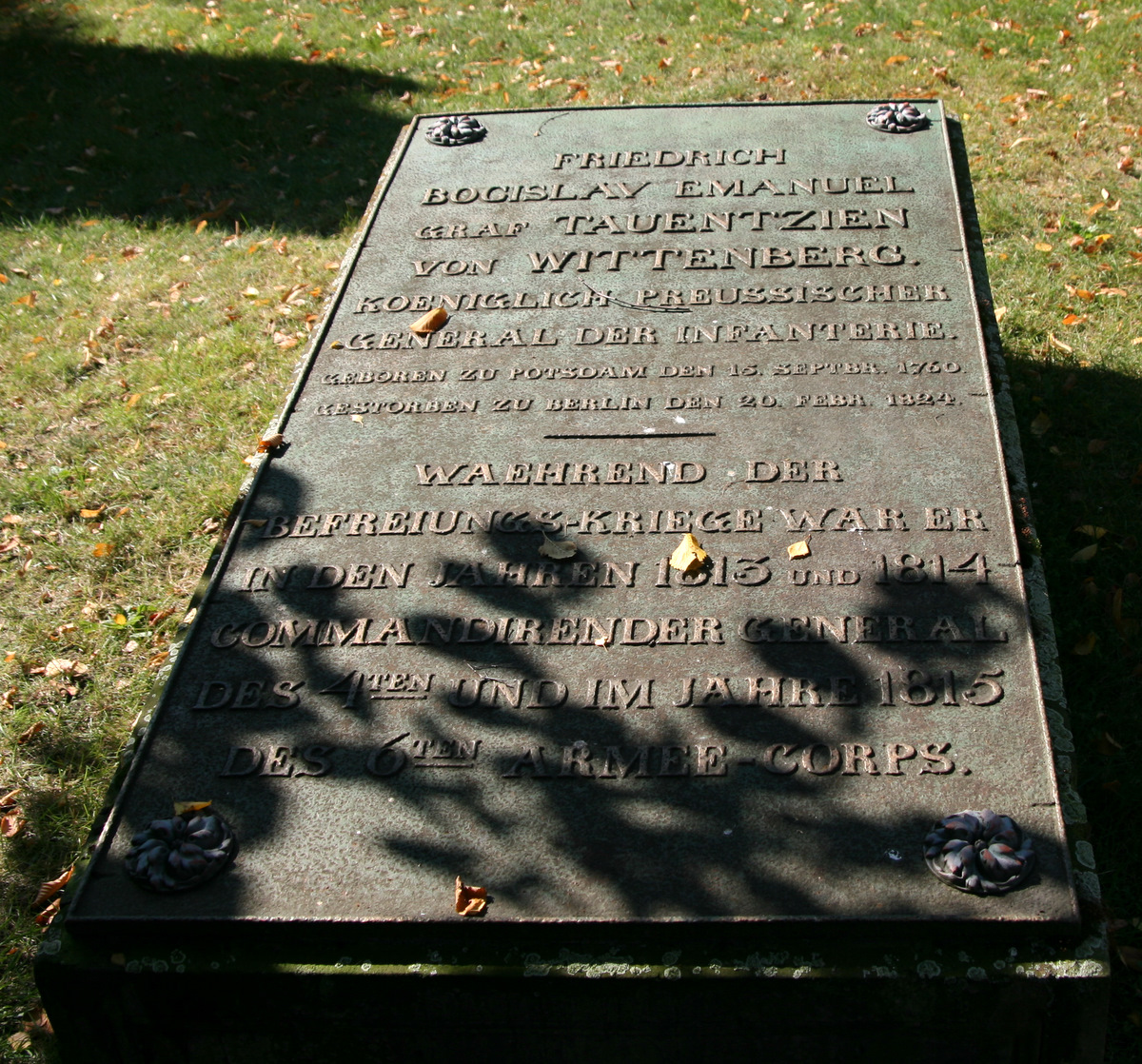
Tumba de Tauentzien en Berlín.

En 1813 Tauentzien fue nombrado Gobernador Militar entre los ríos Óder y Vístula, y tuvo éxito en el sitio de Stettin. Como General der Infanterie, comandó el IV. Cuerpo de Ejército, que consistía mayormente de Landwehr, y participó en las batallas de Großbeeren el 23 de agosto y Dennewitz el 6 de septiembre. En octubre sus tropas abandonaron la relativamente segura Dessau y cruzaron el Elba.
Después de la Batalla de Leipzig, Tauentzien aceptó la capitulación de Torgau el 26 de diciembre de 1813. El teniente general Leopold Wilhelm von Dobschütz lideró la captura de Wittenberg en la noche del 13-14 de enero de 1814, pero la aclamación por la victoria fue para su superior, Tauentzien, a quien se le concedió el título honorífico de "von Wittenberg", un escudo de armas y, el 26 de enero, la Gran Cruz de la Cruz de Hierro. Una calle en Wittenberg fue nombrada Tauentzienstraße, pero ahora es conocida como Dobschützstraße. El 24 de mayo, Tauentzien recuperó Magdeburgo.
Tauentzien comandaba el VI. Cuerpo de Ejército durante los Cien Días de Napoleón Bonaparte. La Batalla de Waterloo ya había ocurrido para cuando sus tropas alcanzaron Francia. Después del fin de la guerra, comandó el III. Cuerpo de Ejército.
Tauentzien murió como Comandante de Berlín. La Tauentzienstraße en Berlín es nombrada en su honor.